# Vrtanje
Vrtanje je operacija obdelave materiala z odrezavanjem. Pri vrtanju orodje zaradi vrtenja in gibanja v svoji osi odrezuje obdelovanec. Orodje se pri vrtanju imenuje sveder in je vpet v vrtalni stroj. Rezultat operaceje je izvrtina valjaste oblike. Vrtati je mogoče tudi na univerzalni stružnici, le da se namesto svedra vrti obdelovanec.
Grezenje je operacija vrtanja, ki povečuje že obstoječo izvrtino. Operacija se izvaja na enakih strojih in z enakim orodjem, le sveder ima drugačno geometrijo. Povrtavanje je fino povečevanje izvrtine. Namen povrtavanja je izboljšanje točnosti in hrapavosti izvrtine.
S posebnimi oblikami svedrov, je mogoče izdelati tudi razne oblike izvrtin (stopničaste ali stožčaste). Z navojnim svedrom pa se v izvrtino vreže navoj.
Najbolj je razširjeno vrtanje v les, kovino in beton. Oblika svedra je odvisna od vrste materiala v katerega se vrta. Običajno so svedri večrezilni, izjemoma pa imajo le en rezalni rob.

### Lasersko vrtanje
Lasersko vrtanje se je dobro uveljavilo pri zahtevnih proizvodnjah. Več kot dvajset let ga uporabljajo v letalski industriji, najde pa se tudi v avtomobilski industriji, kjer je potrebno vrtati manjše in natančnejše izvrtine. V primerjavi z običajnim vrtanjem je lasersko hitrejše, mogoče pa je vrtati tudi globlje luknje. Laser se ne obrabi in ne zlomi, kar je posebno primerno. S pulznim Nd:YAG-laserjem je pri natančnem vrtanju mogoče doseči premer luknje med 60 in 150 µm pri globini vrtanja 0,3 do 1 mm. Lasersko vrtanje pa je zelo uporabno tudi pri vrtanju poševnih izvrtin, kar je za običajno vrtanje velik izziv.